# Parkinsonie pichlavá

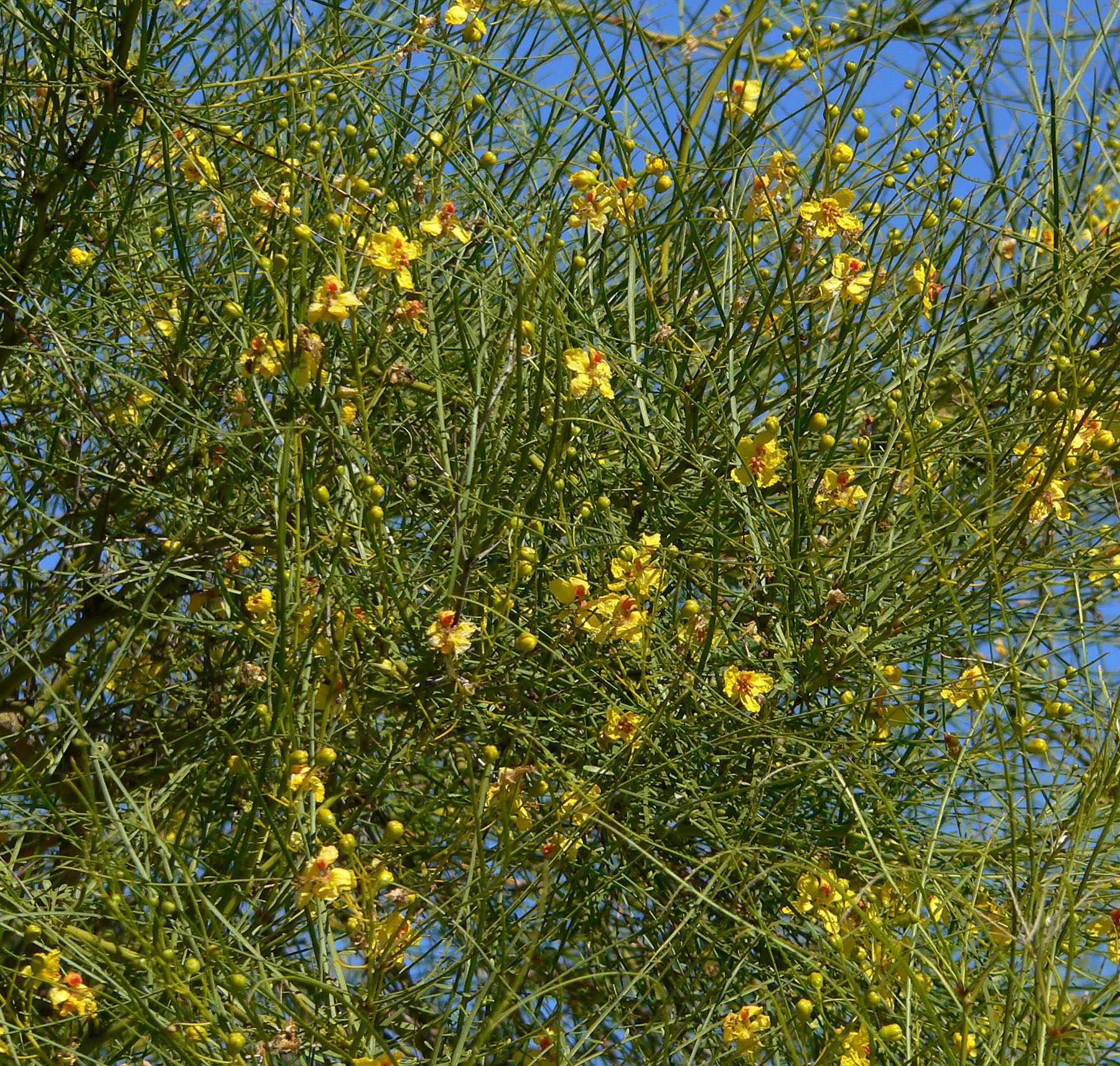
Kvetoucí keř

Parkinsonie pichlavá (Parkinsonia aculeata) je teplomilná dřevina, druh z rodu parkinsonie. Pochází z jihozápadních oblastí Spojených států amerických, z Mexika, států Střední Ameriky, Karibiku a tropických oblastí Jižní Ameriky. Odtud byla pro své květy i neobvyklé vzezření větví a listů rozšířena do subtropů a tropů téměř po celém světě. Na nových místech se zabydlela velice rychle, prokázala svou přizpůsobivost novým podmínkách a zdomácněla, místy se stala i rychle se šířící plevelnou rostlinou.

## Ekologie
Dřevina často roste v mokřinách a poblíž vodních toků či nádrží a na stanovištích krátce zaplavovaných vodou. Snáší škálu půdních typů v širokém rozsahu pH, včetně zasolených. Nejlépe roste na písčitých a štěrkovitých půdách s vápencovým podložím. Preferuje oblasti s výrazným mokrým a suchým obdobím. Osídluje místa od hladiny moře až po nadmořskou výšku okolo 2000 m, snáší mráz do -5 °C; středoevropskou zimu však nepřežije.
Je rostlinou velmi přizpůsobivou, vyskytuje se i v polopouštních oblastech kde většinou roste ve formě keře. Často, díky dobře klíčivým semenům, nenáročnosti a rychlému růstu, zplaňuje. Požaduje stanoviště s dostatkem světla, ve stínu špatně roste a nekvete. V přírodě nemá zásadních živočišných škůdců.

## Popis
Stálezelený strom dorůstající běžně do výše 5 až 8 m, jen zcela výjimečně až 20 m. Jeho kmen, vyrůstající z mělkého a rozvětveného kořenového systému, obvykle nebývá širší než 40 cm a má hladkou, zelenohnědou kůru, stejnou jako mají obloukovité a často převislé větve. V odbočkách větví jsou jednoduché nebo párovité trny až 3 cm dlouhé. Na zprohýbaných větévkách vyrůstají v páru střídavé, převislé, metlovité listy. Rostou z úžlabí vytrvalých palistů přeměněných v trny asi 1 cm dlouhé, které zůstávají na větvích i po opadu listů. Dvojnásobně sudozpeřené listy bývají dlouhé 20 až 40 cm, mají ploché křídlaté vřeteno (pokračování řapíku) z kterého vyrůstá na krátkých řapíčcích až 50 párů úzkých drobných lístků. Lístky brzy opadávají, snižují tím v suchém období výpar vody, fotosyntézu dále zajišťují pouze holá vřetena listů i zelenavá kůra větví a kmene. Strom je za větru již zdáli rozpoznatelný, jeho listy vlají jako dlouhé stuhy. V sušších oblastech roste parkinsonie pichlavá jako keře tvořící neproniknutelné houští nepřevyšující výšku 4 m.
Nápadně jasně žluté, visící květy, asi 2 cm velké, vytvářejí řídké koncové hrozny. Květenství vyrůstající z úžlabí listů jsou tvořena osmi až sedmnácti květy a bývají dlouhá do 20 cm. Vonné, pětičetné, oboupohlavné květy s 1 cm dlouhými stopkami mají kopinaté listeny. Zvonkovitý kalich má lístky asi 7 mm dlouhé, podlouhlé se zaoblenými vrcholy a téměř k bázi volné. Okrouhlé korunní lístky, asi dvojnásobně velké, jsou žluté, u báze chlupaté, horní lístek je širší a má oranžově červené skvrny, později se celý zbarvuje oranžově. V květu je deset volných tyčinek se zelenými, chlupatými nitkami a hnědými, elipsoidními prašníky. Ze svrchního semeníku vyrůstá červeně zbarvený pestík s lysou čnělkou. Rostlina ve své domovině kvete a vytváří plody po celý rok, nejvíce květů se objevuje v březnu až červnu, opylovány jsou létajícím hmyzem. Ploidie druhu je 2n = 28.
Plody jsou 5 až 15 cm dlouhé, ploché, žlutavé lusky zaškrcované mezi semeny. Nepukavé lusky obsahují průměrně jedno až šest strakatě hnědých semen, která jsou podlouhle elipsoidní, asi 10 mm dlouhá a lehce zploštělá. Lusky dozrávají za tři měsíce po opylení a obvykle z větví opadají za šest týdnů až rok. Spadané lusky se asi za šest týdnů (podle vlhkosti) rozloží a uvolní semena, při záplavách lusky plavou i čtrnáct dnů a dostávají se tak na zcela nová místa. Velké stromy mohou produkovat ročně až 2500 semen na 1 m² své koruny. Lusky nebo semena jsou zvířaty požírána jen v nouzi, semena prošlá zažívacím traktem prasat jsou z 50 % schopná klíčit.

## Rozmnožování
Rostliny se nejčastěji rozmnožují generativně. Semena jsou po opuštění lusků schopná ihned klíčit, životaschopnost si v suchu a chladu podržují po několik let. Při teplotě 25 až 35 °C klíčí již za čtyři dny po navlhčení. V přírodě to obvykle bývá v době, kdy záplavy ustupují; mladé rostlinky dlouhodobě nevydrží pod vodou.
Mimo semen se rostlina rozmnožuje i kořenovými výmladky kterých vyrůstá velké množství hlavně po poranění kmene, způsobené např. požárem.

## Význam
Křehké dřevo z parkinsonie pichlavé není vhodné pro stavební ani řezbářské práce. Bývá využíváno jako palivové dříví nebo pro výrobu dřevěného uhlí. Stromy jsou užitečné jako větrolamy při zadržování písku šířícího se z okraje pouště, stejně jako při stabilizaci půdy při půdní erozi. Keřů se využívá ke zhotovování těžce prostupných živých plotů. V období nedostatku jiné potravy jsou listy potravou pro kozy, ovce, velbloudy či jiné býložravce schopné vyhnout se trnům. V Americe původní obyvatele používali odvar z kůry ke snížení horečky a proti záchvatům epilepsie. Komerční využití těchto rostlin je velmi omezené.
V Austrálii, na Nové Kaledonii, Havajských ostrovech a v Subsaharské Africe se parkinsonie pichlavá, která se tam dostala jako okrasná rostlina, stala významným invazním druhem. Vytváří husté houštiny okolo vodních toků a blokuje dobytku přístup k vodě, vytěsňuje původní rostlinstvo a tím i domácí živočišné druhy. Dřevnaté trny s opadaných větví často zraňují po nášlapu nohy zvěře a poškozují pneumatiky osobních automobil. Při kvetení květy produkují veliké množství pylu který u alergiků způsobuje sennou rýmu, u včel naopak zvyšuje snůšku medu.

## Galerie

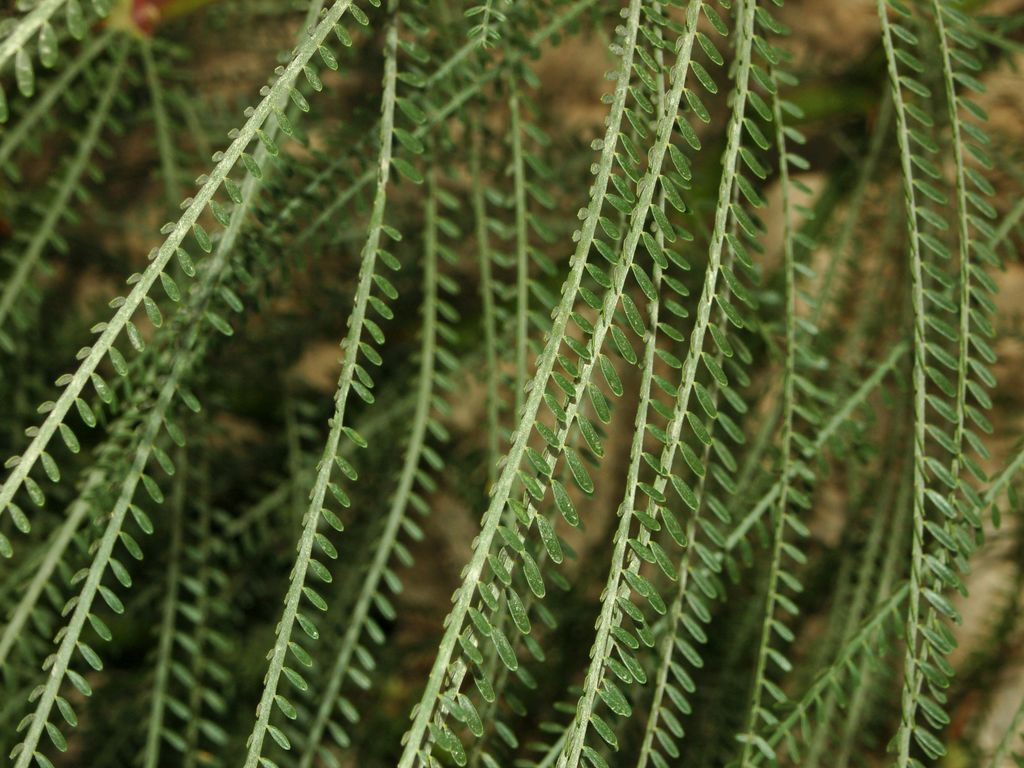
Listy s vřetenem a lístky
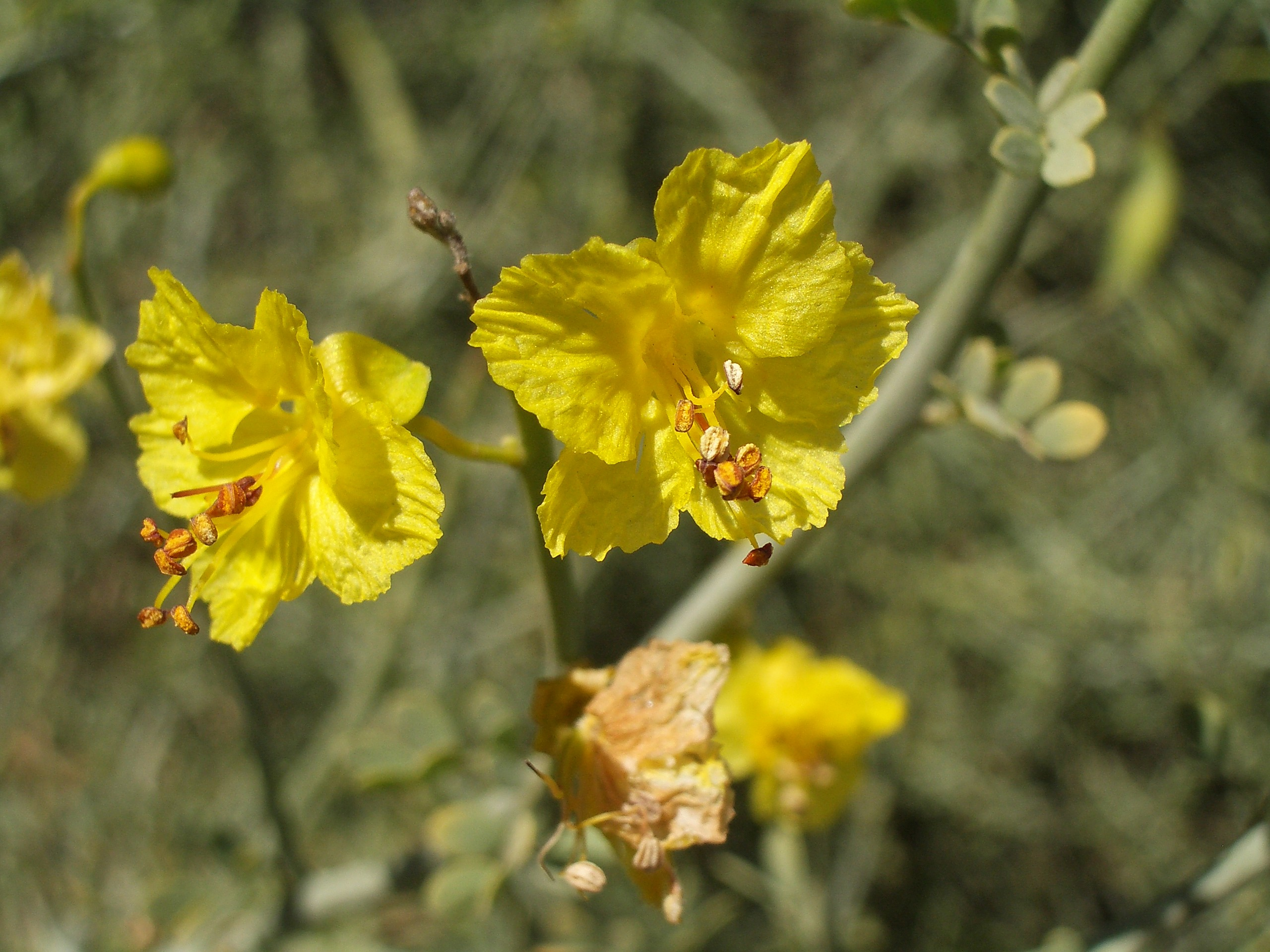
Květy
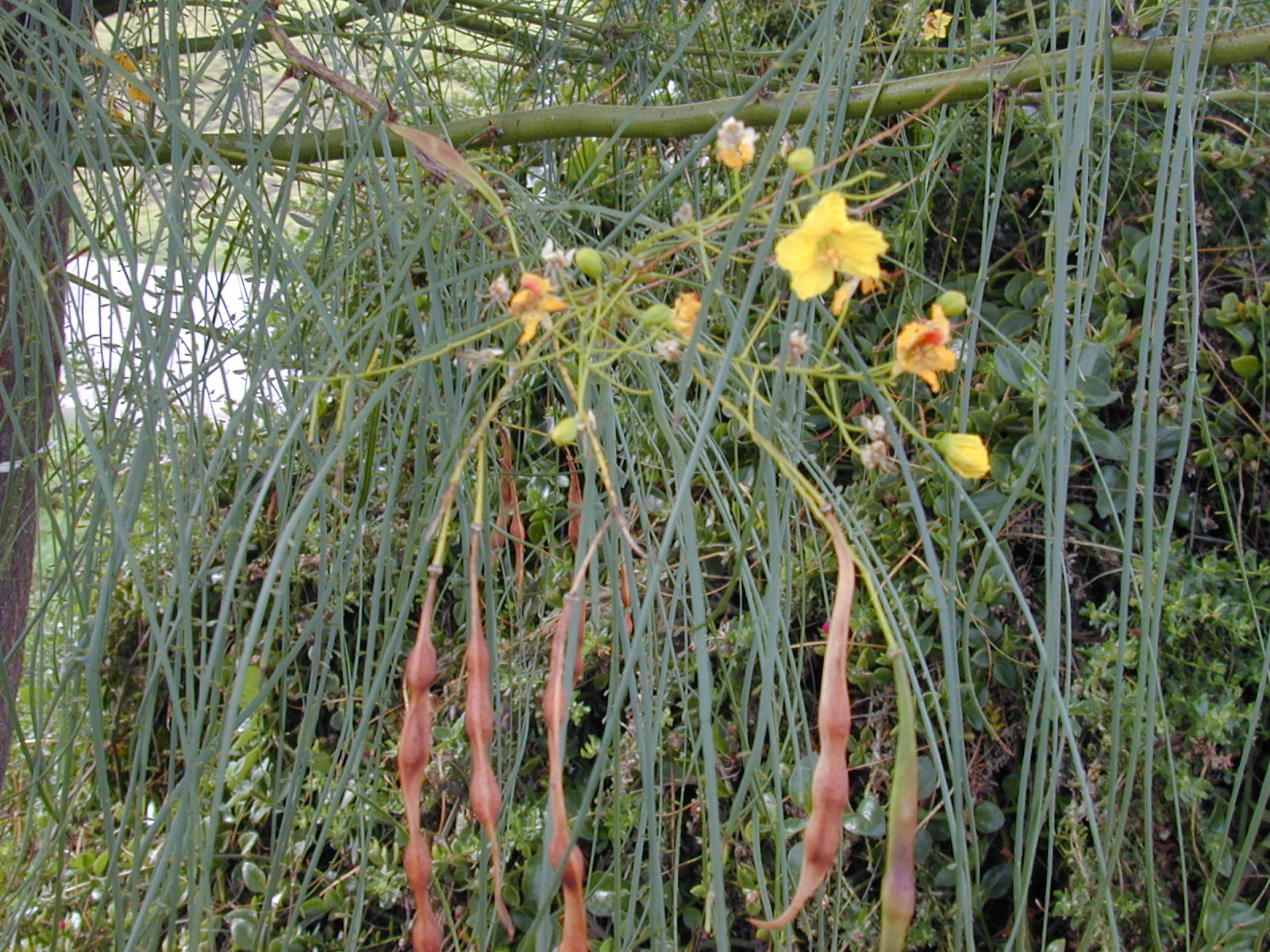
Květy a zrající lusky
Lusk a semeno